# Saint-Donat (Matawinie)
Saint-Donat (AFI: /sɛ̃donɑ/), antiguamente Saint-Donat-de-Montcalm y Lussier, es un municipio perteneciente a la provincia de Quebec en Canadá. Forma parte del municipio regional de condado (MRC) de Matawinie en la región administrativa de Lanaudière.

## Geografía

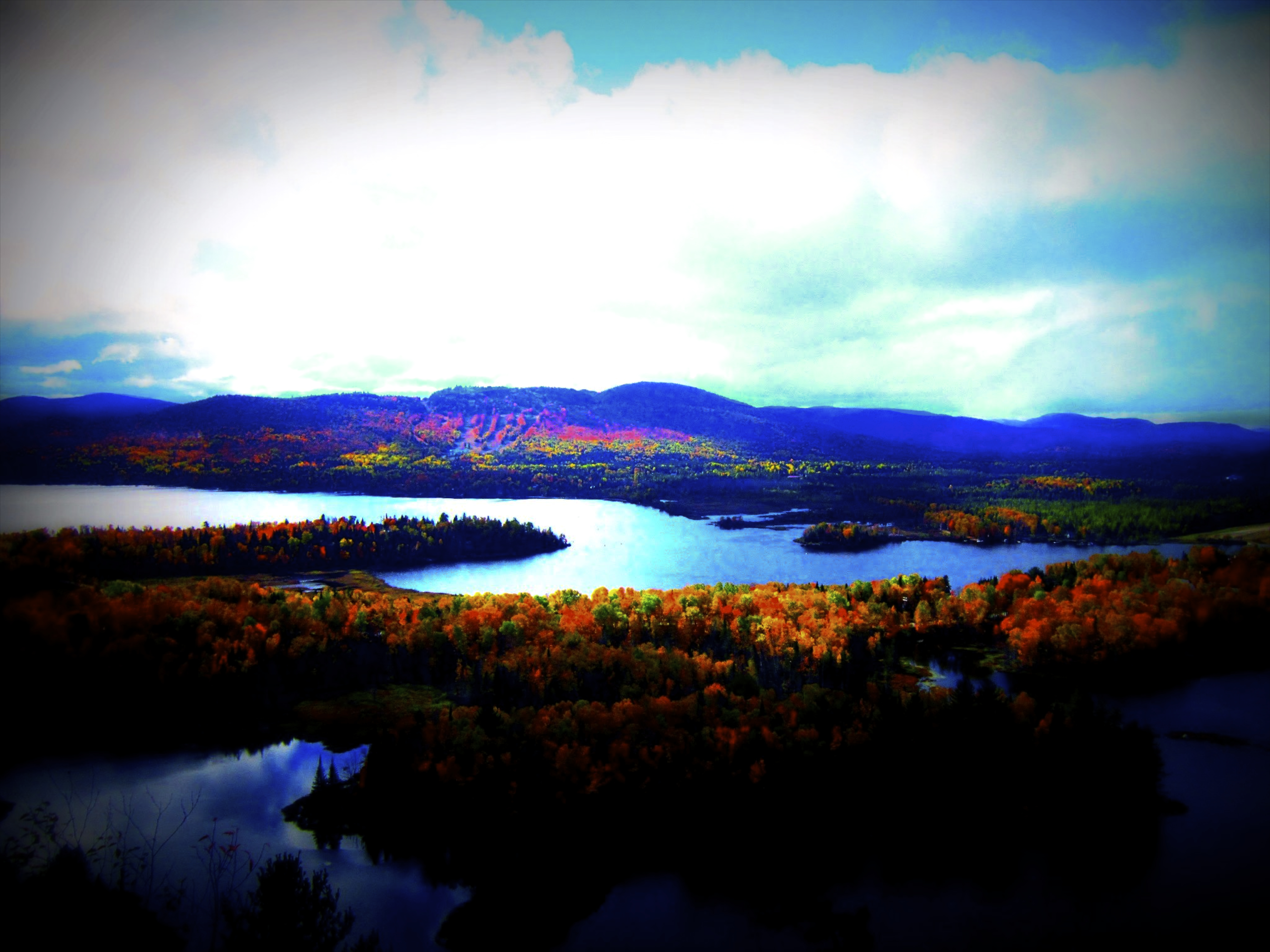
Mont Sourire

Saint-Donat se encuentra al norte de Montreal y de Rawdon en el macizio de Laurentides. Limita al noroeste con Lac-des-Mille-Îles, al noreste con Saint-Guillaume-Nord, al sureste con Notre-Dame-de-la-Merci, al sur con Sainte-Lucie-des-Laurentides, Lanthier y Val-des-Lacs, y al oeste con Lac-Supérieur. El territorio tiene la forma de un cuadrado de una superficie total de 262,68 km², de los cuales 249,69 km² son tierra firme. Su superficie total es de 388,89 km², de los cuales 351,07 km² son tierra firme. La altitud llega 900 metros, con la Montagne Noire. La localidad es sobrenombrada Suiza de los Laurentides. El territorio comprene algunos estanques como los lagos Archambault, Ouareau, Baribeau, Prévost, Pimbina, La Clef y Sylvère.

## Urbanismo
La ruta regional 125 (antiguamente 18) une el pueblo de Saint-Donat a Notre-Dame-de-la-Merci y Terrebonne al sur y al Parque nacional de Mont-Tremblant al norte. La ruta regional 329 va a Sainte-Agathe-des-Monts al sur. El chemin du Nordet se dirige hacia el suroeste a Lac-Supérieur y Saint-Faustin—Lac-Carré.

## Historia
Los curas Brassard y Provost exploradan el valle del Mantawa en 1866. Los primeros habitantes se establecieron hacia 1870. Fueron originarios de Saint-Jean-de-Matha, Rawdon y Chertsey. La parroquia católica de Saint-Donat, nombrada Saint-Donat-de-Montcalm también, fue fundada en 1874. La oficina de correos de Saint-Donat-de-Montcalm abiertó en 1879. Fue instituida en 1911. El municipio de cantón de Lussier, del nombre de la primera familia que se estableció en el valle del Matawin, fue creado en 1905. Después de 1915, la industria turística se desarrolló en la localidad. Durante la Segunda Guerra Mundial, un accidente de avión hago 24 muertes. El cantón de Lussier se volvió el municipio de Saint-Donat en 1953.

## Política

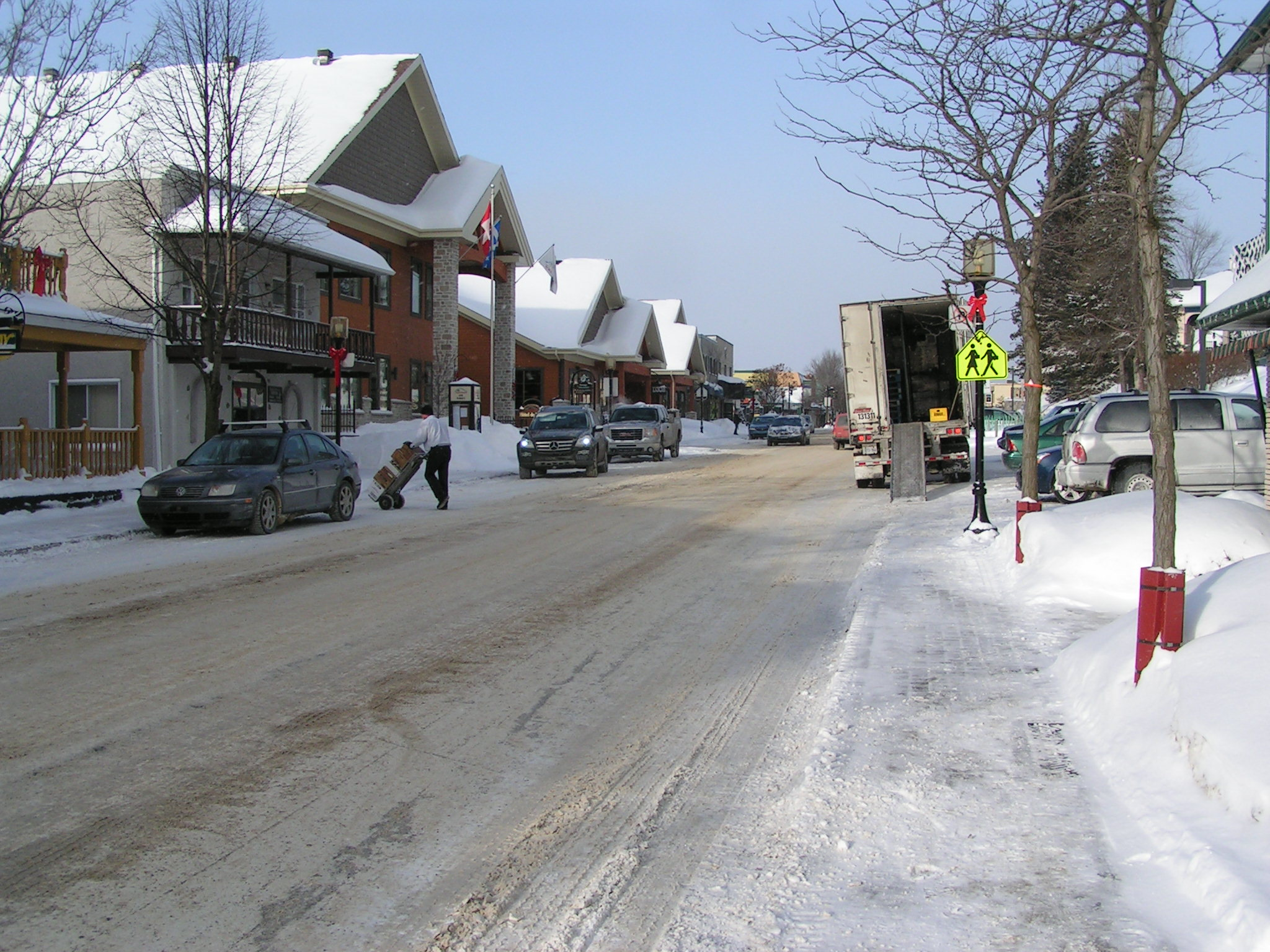
Calle Principal

Saint-Donat es un municipio que forma parte del MRC de Matawinie. El consejo municipal se compone del alcalde y de seis consejeros representando seis distritos territoriales. El alcalde actual (2016) es Joé Deslauriers, que sucedió a Richard Bénard en 2013.
|                                | 2005-2009           | 2009-2013          | 2013-2017          |
| Alcalde                        | Richard Bénard      | Richard Bénard     | Joé Deslauriers    |
| 1 - Pimbina                    | Guy Lorrain         | Paul Laurent*      | Louis Dubois*      |
| 2 - Baribeau - Saint-Guillaume | Christian Richer    | Luc Drapeau*       | Luc Drapeau*       |
| 3 - Ouareau                    | Carole St-Georges   | Carole St-Georges* | Marie-Josée Rochon |
| 4 - Archambault - Nordet       | Joé Deslauriers     | Joé Deslauriers*   | Geneviève Gilbert  |
| 5 – Village-Nord               | Serge Saint-Georges | Normand Legault    | Michel Lavoie*     |
| 6 - Village-Sud                | Serge Aubin         | Sylvain Sigouin*   | Gilbert Cardinal*  |

* Consejero al inicio del mandato pero no al fin.  ** Consejero al fin del mandato pero no al inicio. # En el partido del alcalde.
El territorio de Saint-Donat está ubicado en la circunscripción electoral de Bertrand a nivel provincial y de Montcalm a nivel federal.

## Demografía
Según el censo de Canadá de 2011, Saint-Donat contaba con 4130 habitantes. La densidad de población estaba de 11,7 hab./km². Entre 2006 y 2011 habría amado una disminución de 167 habitantes (3,9 %). En 2011, el número total de inmuebles particulares era de 4414, de los cuales 2028 estaban ocupados por residentes habituales, otros siendo desocupados o residencias secundarias.
Evolución de la población total, 1991-2016

## Economía
El turismo es la base de la economía local. Hay una fábrica de molduras de madera.